# 小浜藩領承応元年一揆
小浜藩領承応元年一揆（おばまはんりょうじょうおうがんねんいっき）とは、江戸時代に小浜藩領内で発生した一揆。承応元年（1652年）に指導者である松木荘左衛門が処刑されたことからその名がある。
小浜藩では年貢として大豆を徴収する例があり、元は大豆1俵あたり4斗であった。ところが、藩主である京極氏が4斗5升（一説では5斗）に引き上げ、新しく領主になった酒井氏もこれを維持したために農民の間で反対運動が起きた。
寛永17年（1640年）に小浜藩内252か村の惣代が年貢引き下げの訴願を行い、以後も繰り返されたが認められず、8年後の慶安元年（1648年）になって、藩側は松木荘左衛門ら惣代を逮捕した。惣代たちは藩の厳しい吟味によって次々と藩に屈服したが、松木のみは最後まで主張を取り下げず、承応元年（1652年）になって松木を磔にしたものの、年貢は旧に復した。このため、松木は義民として祀られることになった。